# Дејан Бекић
Дејан Бекић (8. септембар 1944 − 23. новембaр 1967) био је српски фудбалер. Умро је од рака у лимфним чворовима.

## Kаријерa
Играо је за Црвену звезду, од 1962. до 1967. године, као одбрамбени играч, у укупно 68 утакмица, постигавши три гола.